# Oligodon ancorus
Oligodon ancorus är en ormart som beskrevs av den franske läkaren och biologen Charles Frédéric Girard 1858. Oligodon ancorus ingår i släktet Oligodon, och familjen snokar. IUCN kategoriserar arten globalt som nära hotad. Inga underarter finns listade.

## Utbredning
Arten är endemisk på Filippinerna där den förekommer på många platser på öarna Mindoro och Luzon. Den förekommer på låg höjd, från havsnivå och upp till 600 meter över havet.

## Habitat
Oligodon ancorus förekommer framför allt i kustskogar, i marknivå, men har också påträffats i fuktiga skogsområden på bergssluttningar.